# Équipe des Indes orientales néerlandaises de football
Maillots
L’équipe des Indes orientales néerlandaises de football (en néerlandais : Nederlands-Indisch voetbalelftal) était une sélection des meilleurs footballeurs des Indes orientales néerlandaises contrôlée par la Nederlandsch Indische Voetbal Bond (NIVB) puis par la Nederlandsch Indische Voetbal Unie (NIVU) et pour finir par la Voetbal Unie in de Verenigde Staten van Indonesië (VUVSI). 
Elle a participé à la Coupe du monde 1938, où elle a été éliminée au premier tour, une première pour un pays asiatique. Elle disparaît à la suite de l'indépendance de l'Indonésie en 1949.

## Le football dans les Indes orientales néerlandaises, le reflet des tensions dans la colonie

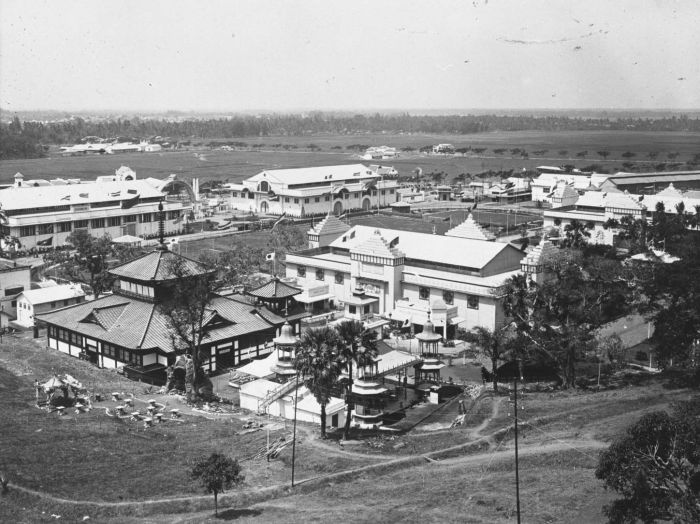
Photographie aérienne de l'Exposition coloniale à Semarang du 13 août au 15 novembre 1914, durant laquelle un tournoi de football entre colons est organisé.

Colonie néerlandaise depuis 1800, le football a été introduit par les colons néerlandais à la fin du XIXe siècle, la première mention date de 1887 à Medan, sur l'île de Sumatra. En ce qui concerne les premiers clubs, ils sont créés à Java et à Sumatra à partir de 1894 et les premiers championnats débutent après 1900. 
Mais les tensions entre Européens et colonisés commencent à se développer à travers le football : un tournoi de football est organisé en 1914 lors de l'Exposition coloniale à Semarang, afin de mettre en avant les clubs des colons. En parallèle, les Chinois organisent leur championnat (Chineesche Stedenwedstrĳden) de 1912 à 1950, comme pour les « Insulaires » en 1923 dans la inlandsche stedenwedstrĳden.
Les Européens créent une fédération officiellement le 19 avril 1919, Nederlandsch-Indische Voetbal Bond (NIVB), représentant les villes de Java. La NIVB adhère ensuite à la FIFA en tant que membre provisoire le 15 avril 1924 puis définitif le 24 mai 1924. 
Cependant la NIVB disparaît en 1935 et la Nederlandsch Indische Voetbal Unie (NIVU) lui succède dès le 9 juin 1935, et rapidement cette dernière adhère à la FIFA en tant que membre provisoire le 13 mai 1936 puis définitif le 14 août 1936. 
En parallèle, les « Indonésiens » ou « Locaux » créent en 1930 le Persatuan Sepakbola Seluruh Indonesia (PSSI). Ces deux entités sont en concurrence et ce jusqu'à l'indépendance, le tout dans un contexte de « Réveil national » (1908-1942). 
Cette tension ressurgit pour la Coupe du monde 1938 car la NIVU a adhéré à la FIFA en 1936 et pas le PSSI. De plus, la NIVU établit la liste des joueurs pour le Mondial en France sans le consentement du PSSI, qui réclame plus de joueurs javanais et de Sumatra dans l'équipe. Face à la Hongrie, la NIVU a aligné trois Néerlandais, trois de Java et de Sumatra, deux Chinois, et trois des Moluques, ce qui va à l'encontre des idées du PSSI.
Après l'occupation japonaise, la fédération est rebaptisée en 1948 Voetbal Unie in de Verenigde Staten van Indonesië (VUVSI) en 1948 et tente de reprendre la main mais l'indépendance du pays fait disparaître la fédération pour laisser seulement le PSSI diriger le nouveau pays, l'Indonésie.

Tan Mo Heng  - Hu Kon, Samuels - Nawir , Meeng, Anwar - Tan Hong Djien, Soedarmadji, Zomers, Pattiwael, Taihuttu

## Histoire

### Les débuts et participation aux Jeux de l'Extrême-Orient

#### Les débuts de la sélection
Bien que le premier match officiel contre une sélection ait eu lieu en 1934, la sélection des Indes orientales néerlandaises a disputé son premier match en 1921, contre une sélection de Singapour, le Singapore Cricket Club (en), s'imposant sur le score d'un but à zéro, grâce à Kees Cortenbach en deuxième période. Puis deux matches ont lieu en 1928 et en 1930, contre une sélection locale australienne puis de Shanghai, s'imposant 2-1 après prolongation puis faisant match nul (4-4). La sélection, créée en 1919, est certes membre de la FIFA depuis 1924 mais elle ne dispute pas de matches contre des sélections officielles.

#### Les Jeux de l'Extrême-Orient 1934 à Manille et la participation au championnat philippin
Il faut attendre quatre années pour reformer la sélection des Indes orientales néerlandaises. La dixième édition des Jeux de l’Extrême-Orient voit l'invitation des Indes orientales néerlandaises à participer à l'épreuve de football. En guise de préparation, trois matches sont organisés contre des clubs de Java, à Batavia et à Surabaya, se soldant par trois victoires.

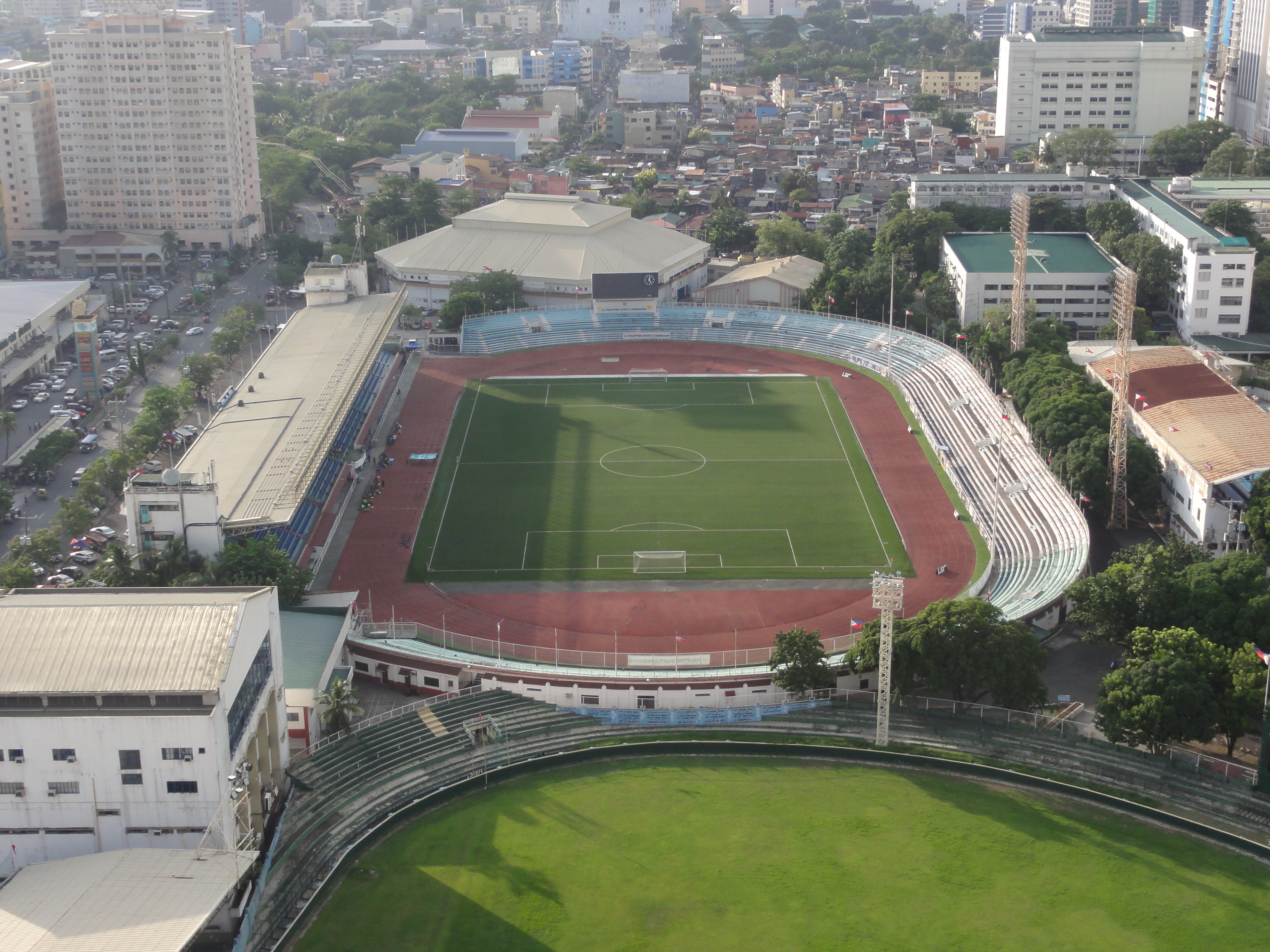
Le stade Rizal Memorial accueille les matches du tournoi de football pour les Jeux de l'Extrême-Orient 1934.

Pour son premier match dans le tournoi, à Manille, les Indes orientales néerlandaises affrontent le Japon, gagnant 7 buts à 1, grâce à deux triplés de Tan Hian Goan et de Jahn ainsi qu'un but de Tan Hong Djien. Pour le second match, elles s'inclinent contre la Chine sur le score de 2 buts à 0. Enfin pour le dernier match, face aux Philippines, elles s'inclinent une nouvelle sur le score de 3 buts à 2 malgré un doublé de Suwu Lontoh. Finalement, les Indes orientales néerlandaises terminent deuxièmes grâce à une meilleure différence de buts. 

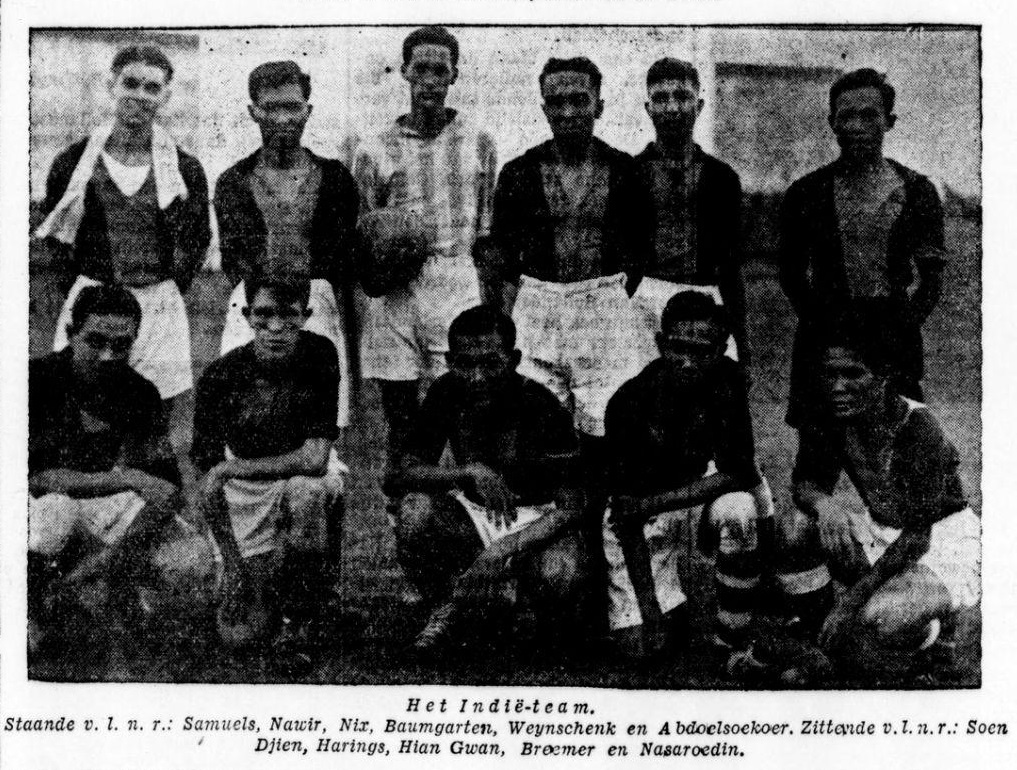
Photographie de la sélection des Indes orientales néerlandaises en 1935.

Après cela, la sélection est invitée par la fédération philippine de football dans le championnat des Philippines de football 1935, au cours duquel, elle réalise quatre victoires et deux défaites, lui permettant de terminer vice-champion. Quant au meilleur buteur de l'équipe, il s'agit de Giok Sien qui a inscrit quatorze buts. Il est le meilleur buteur de la sélection mais comme les matches sont contre des clubs, ils ne sont pas classés comme officiels.

### Le voyage en Europe et la Coupe du monde 1938

#### Qualification pour la Coupe du monde: les Indes orientales néerlandaises qualifiées sans jouer
Pour la Coupe du monde 1938, les Indes orientales néerlandaises s'inscrivent dans les éliminatoires et seulement deux nations asiatiques y participent (Indes orientales néerlandaises et Japon). Parmi les trente-cinq pays inscrits pour les éliminatoires de la Coupe du monde 1938, huit pays ont déclaré forfait dont le Japon. La raison invoquée : la plupart proteste contre le fait que la compétition soit de nouveau organisée en Europe. 
Par conséquent, les matches contre le Japon sont annulés. Mais la FIFA décide d'organiser un barrage contre les États-Unis le 26 mai 1938 à Rotterdam mais ces derniers déclarent forfait. Finalement, ces deux matches annulés permettent aux Indes orientales néerlandaises de se qualifier, une première pour un pays asiatique. Les Indes orientales néerlandaises, le Brésil, Cuba, la Roumanie, l’Italie (comme championne en titre) et la France (comme organisatrice) sont les six équipes sur les quinze participantes à ne pas avoir disputé de matches pour se qualifier pour le mondial 1938.

#### Préparation et voyage en Europe
Pour la Coupe du monde 1938, les Indes orientales néerlandaises ont réalisé des matches de préparation entre février et avril 1938, contre des clubs locaux, se soldant par sept victoires en onze matches dont un onze buts à un contre l'Arabisch-Inlandsch XI (une sélection d'insulaires musulmans, composée de Javanais), le 3 avril 1938 à Semarang.
Arrivée en Europe le 25 mai, la sélection devait jouer le lendemain un match de barrage contre les États-Unis mais ce match a été annulé par les Américains, ainsi les Indes orientales néerlandaises se qualifient sans avoir joué un match qualificatif. Elle dispute néanmoins deux matches contre des clubs néerlandais (HBS et VV Haarlem), se soldant par un match nul et une victoire.

#### La Coupe du monde 1938: une brève expérience

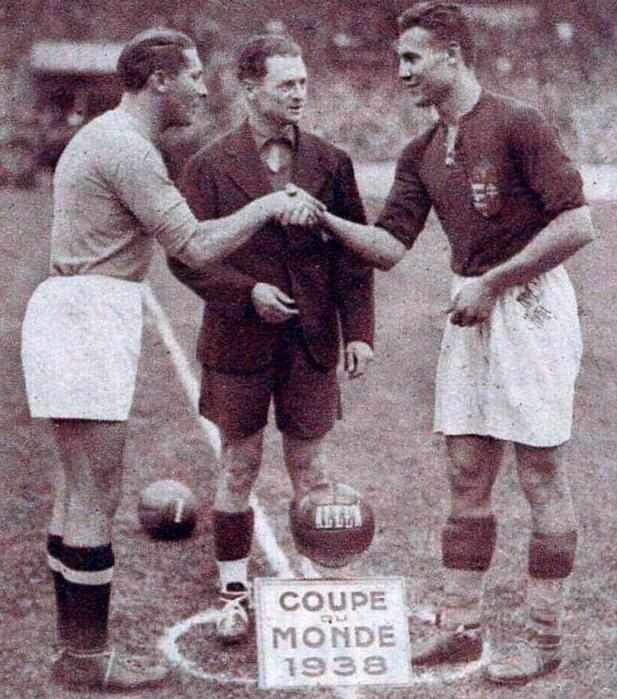
Le capitaine hongrois György Sárosi, ici à droite lors de la finale, inscrit un doublé contre les Indes orientales néerlandaises (28e et 89e).

Arrivées en France le 2 juin, les Indes orientales néerlandaises sont considérées comme une des « attractions de la Coupe du monde » car la sélection est la première équipe asiatique à y participer. 
Le 5 juin, devant 9 000 personnes au Vélodrome municipal de Reims, elles affrontent en huitièmes-de-finale la Hongrie, quart-de-finaliste lors de l'édition 1934. Dès la 13e minute, Willy Kohut ouvre la marque, suivi de deux minutes plus tard par Géza Toldi. Après cela, le gardien Tan Mo Heng encaissa deux nouveaux buts de György Sárosi à la 28e minute et de Gyula Zsengellér à la 35e minute. À la mi-temps, le score est de quatre buts à zéro pour les Hongrois. Au retour des vestiaires, les Hongrois récidivent avec deux buts inscrits une nouvelle fois par Gyula Zsengellér à la 76e minute et par György Sárosi à la 89e minute.
Le score final se solde par un score de six buts à zéro. Il s'agit du premier et unique match de l'actuelle Indonésie en Coupe du monde et les Indes orientales néerlandaises terminent dernières du mondial 1938,.

### Les derniers temps de la sélection
Après le mondial en France, la sélection retourne quelques jours plus tard aux Pays-Bas, disputant des matches contre des clubs, et aussi la sélection néerlandaise le 26 juin à Amsterdam, durant le Olympische Dag, s'inclinant neuf buts à deux, malgré les buts de Hans Taihuttu et de Tjaak Pattiwael. La tournée européenne des Indes néerlandaises orientales se termine le 28 juin, avec une rencontre contre l'équipe de la fédération de La Haye, le HVB, se soldant par une défaite (2-0). Le bilan de la tournée en Europe se solde par deux victoires, un match nul et quatre défaites. 
Après son voyage en Europe, il faut attendre 1939 pour voir la sélection rejouer un match, dans le cadre du championnat inter-province de Java contre une sélection de Bandung, s'inclinant six buts à zéro. Il s'agit du dernier match de la sélection.
Puis le contexte des Indes orientales néerlandaises après 1939 n'est pas favorable au football : la Seconde Guerre mondiale entraîne à la fois l'invasion de la métropole en mai 1940 et l'invasion de la colonie par les Japonais (décembre 1941-février 1943). Cela entraîne l'interruption des activités footballistiques dans la colonie et la NIVU est mise en sommeil en 1942.
Malgré la libération de la colonie en 1945, la volonté d'indépendance gagne du terrain et cette dernière est proclamée en 1945 par Soekarno puis obtenue en 1949. De ce fait, la NIVU rebaptisée VUVSI en 1948 a tenté de relancer le football, en organisant un match le 24 juin contre la Chine qui se prépare aux Jeux olympiques de 1948 mais le match est annulé à cause d'un quiproquo entre les fédérations, est finalement supplantée par le PSSI et disparaît en 1951.

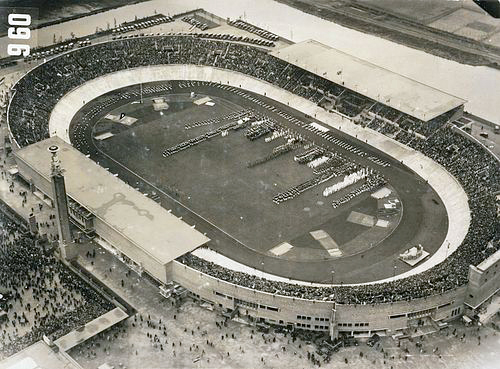
L'Olympisch Stadion à Amsterdam est le lieu de la rencontre entre les Pays-Bas et les Indes orientales néerlandaises, devant 50 000 personnes.
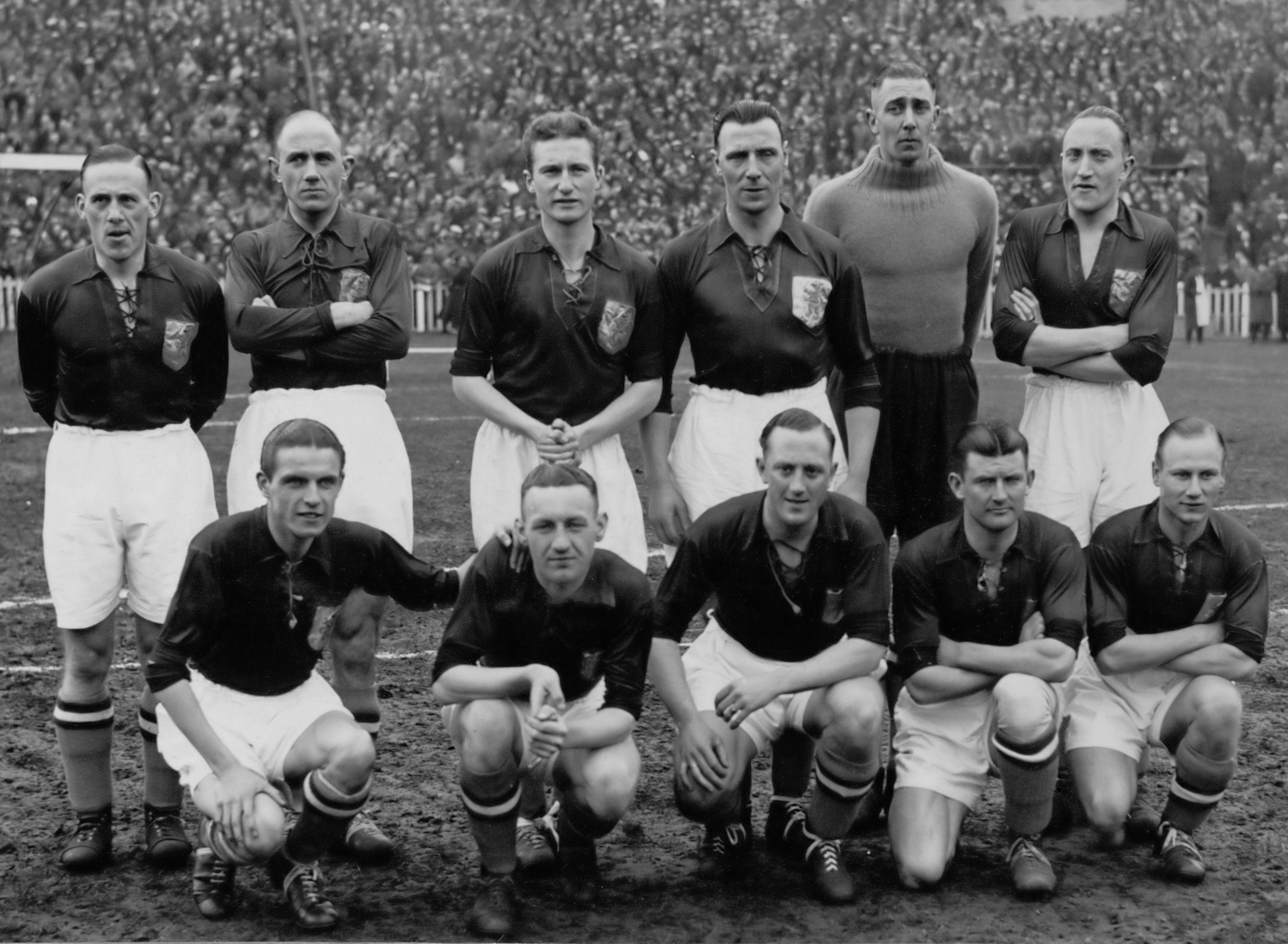
Le gardien néerlandais Adri van Male (ici avec la sélection des Pays-Bas en 1939 contre la Belgique, le 2e en haut en partant de la droite) encaisse deux buts face aux Indes orientales néerlandaises.
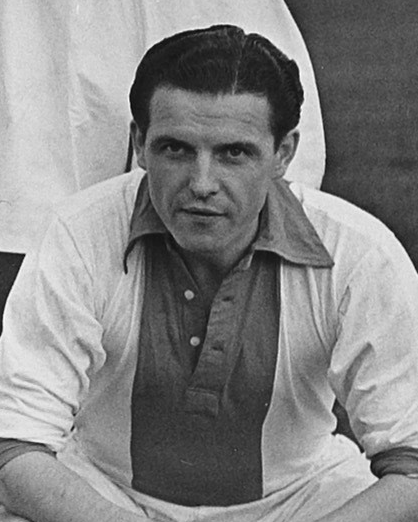
Le Néerlandais Guus Dräger inscrit deux buts contre les Indes orientales néerlandaises (9-2).

## Parcours dans les compétitions et statistiques

### Palmarès
L'équipe des Indes orientales néerlandaises a atteint une seule fois la phase finale de la Coupe du monde, en 1938. Elle ne passe pas le premier tour, n'inscrit pas de but et termine dernière du tournoi. Au niveau régional, elle termine deuxième aux Jeux de l'Extrême-Orient en 1934 et en championnat philippin 1935.
| Compétitions internationales                  | Compétitions continentales                    | Autres tournois                                 |
| --------------------------------------------- | --------------------------------------------- | ----------------------------------------------- |
| - Coupe du monde - Huitième de finale en 1938 | - Jeux de l'Extrême-Orient - Deuxième en 1934 | - Championnat philippin - Vice-champion en 1935 |

### Nations rencontrées

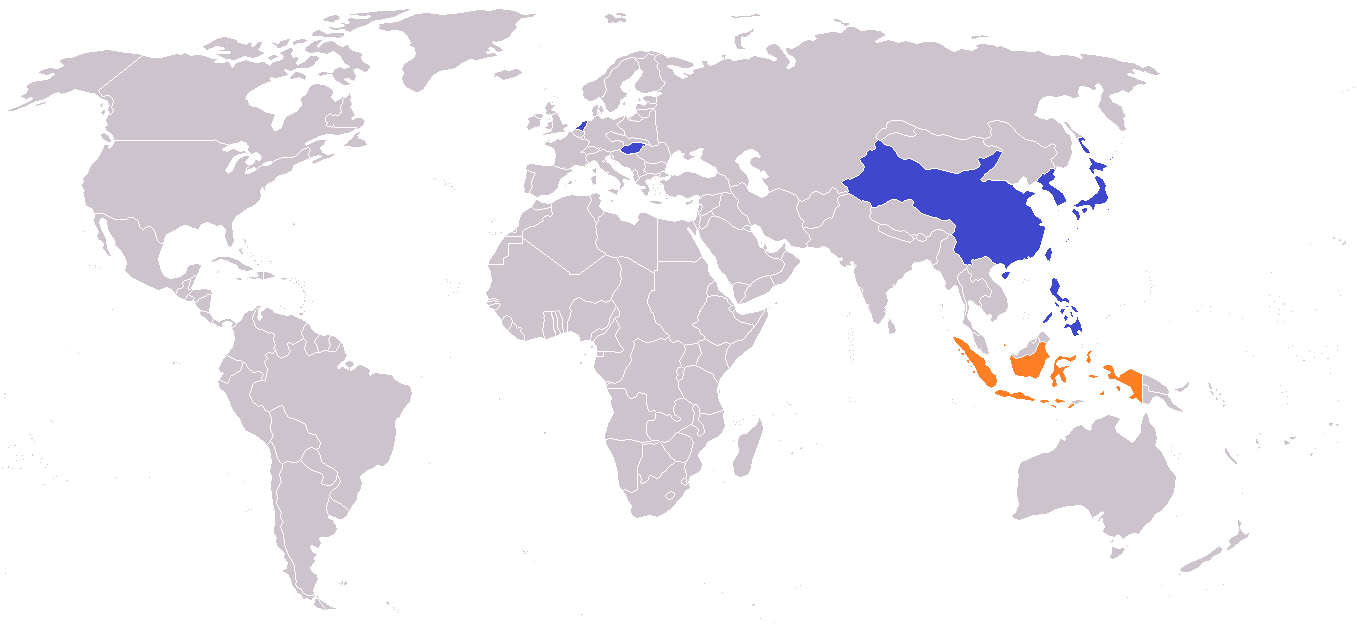
Carte des équipes rencontrées par les Indes orientales néerlandaises.
Nombre de matches disputés contre l'équipe des Indes orientales néerlandaises de football :
Les Indes orientales néerlandaises
Aucun match
Un match

Du fait de sa situation géographique et du contexte colonial, les Indes orientales néerlandaises ont affronté trois équipes asiatiques et deux sélections européennes. Il faut noter que la sélection n'a jamais joué de matches officiels à domicile contre des sélections nationales. 
En participant aux Jeux de l'Extrême-Orient 1934, les Indes orientales néerlandaises affrontent les premières sélections nationales asiatiques comme le Japon, les Philippines et la Chine, toutes affiliées à la FIFA. Le bilan se solde par une victoire et deux défaites et il s'agit des seuls matches contre une sélection asiatique.
Quant à ses plus larges victoires, la sélection bat lors de son premier match de son histoire en 1934 le Japon sur le score de sept buts à un, ce qui constitue aussi la seule victoire de la sélection contre une sélection nationale. Pour autant, la plus large victoire a eu lieu le 3 avril 1938 contre l'Arabisch-Inlandsch XI sur le score de onze buts à un, cependant cette rencontre n'est pas officielle.
La sélection a connu ses plus lourdes défaites contre des sélections européennes : lors du mondial 1938, la Hongrie atomise les Indes orientales néerlandaises six buts à zéro, suivi de quelques jours plus tard d'une défaite contre la puissance coloniale, les Pays-Bas, sur le score de neuf buts à deux, bien que la KNVB et la FIFA ne considèrent pas ce match comme officiel. Le bilan se solde par deux défaites contre les sélections européennes.

## Personnalités

### Sélectionneur
Pour les Jeux de l'Extrême-Orient 1934, la liste des joueurs nous est communiquée mais aucun nom n'apparaît pour le sélectionneur ; il en est de même pour la participation au championnat philippin en 1935.
Le seul sélectionneur connu pour les Indes orientales néerlandaises est le Néerlandais Johannes Mastenbroek qui a dirigé la sélection en 1938, dans le cadre de la Coupe du monde en France. Sélectionneur de l'équipe, il est aussi le président de la NIVU de 1936 à 1942 et vice-président du comité olympique des Indes orientales néerlandaises (Nederlandsch-Indisch Olympisch Comité). Après cela, il revient à Enschede, où il s'occupe du softball et du baseball et permet les créations du club de softball Tex Town Tigers (nl) et du tournoi de baseball appelé J.C.J. Mastenbroek Tournament, baptisé ainsi en son honneur.

### Joueurs importants
| Buts | Joueur                                           |
| ---- | ------------------------------------------------ |
| 3    | Ludwich Jahn / Tan Hian Goan                     |
| 2    | Suwu Lontoh                                      |
| 1    | Tan Hong Djien / Hans Taihuttu / Tjaak Pattiwael |

De Wolf  - Denkelaar , Chin Hoat - Baumgarten, Meeng - Hong Djien, Onong, A. Tetalepta, Hian Goan, Jahn, Kek Boo
Le premier buteur de la sélection est d'origine néerlandaise et s'appelle Kees Cortenbach, un joueur du Vios Batavia, lors du match contre Singapore Cricket Club en 1921. Cependant, le match n'est pas officiel.
Les joueurs de la sélection reflètent la colonie, c'est-à-dire que les différents ethnies composant la colonie néerlandaise (colons, Chinois, Javanais, habitants de Sumatra et des Moluques) sont représentées. Ainsi, pour les Jeux de l'Extrême-Orient 1934, tous les joueurs viennent de l'île de Java mais comme on peut le remarquer sur la feuille de match contre le Japon, cinq joueurs sont d'origine néerlandaise, trois sont d'origine chinoise et les trois autres sont Javanais. 
Parmi les joueurs de ce tournoi, le joueur d'origine chinoise Tan Hian Goan a la particularité d'avoir joué avec les Indes orientales néerlandaises en 1934 (inscrivant un triplé contre le Japon, faisant de lui l'un des deux meilleurs buteurs de la sélection, en compagnie de Ludwich Jahn) puis d'avoir participé aux Jeux olympiques 1936 avec la Chine, sous le nom de Tio Hian Guan (en mandarin 張顯元), sans pour autant disputer le match contre la Grande-Bretagne.
Lors de la participation au championnat des Philippines 1935, le joueur de Makassar Giok Sien qui a inscrit quatorze buts, faisant de lui le meilleur buteur de la sélection mais ses buts ne rentrent pas en compte dans le classement car il a inscrit des buts contre des clubs et non des sélections.
Pour la Coupe du monde 1938, le milieu de terrain et capitaine Achmad Nawir est le plus connu : docteur dans le civil, il joue pour le HBS Soerabaja et est sélectionné dans l'équipe réserve pour les Jeux, puis dispute le championnat philippin et inscrit un but. Il est ensuite nommé capitaine de la sélection pour le mondial en France, où il ne peut empêcher la défaite contre la Hongrie. Il était reconnaissable par le fait qu'il portait des lunettes pendant les matches.